# Gle Ladang Baro
Gle Ladang Baro är en kulle i Indonesien.   Den ligger i provinsen Aceh, i den västra delen av landet, 1 800 km nordväst om huvudstaden Jakarta. Toppen på Gle Ladang Baro är 16 meter över havet.
Terrängen runt Gle Ladang Baro är platt. Havet är nära Gle Ladang Baro åt sydväst. Runt Gle Ladang Baro är det ganska glesbefolkat, med 50 invånare per kvadratkilometer. I omgivningarna runt Gle Ladang Baro växer i huvudsak städsegrön lövskog.